# UM-TCK30TC
UM-TCK30TC (PCM 30/32) – krotnica telekomunikacyjna zwielokrotnienia podstawowego PDH, działająca na zasadzie multipleksera i demultipleksera, pozwalająca przesyłać jednym traktem 2 Mbit/s do 30 rozmów telefonicznych oraz towarzyszących im danych. Krotnica UM-TCK30TC produkowana była w Wielkopolskich Zakładach Telekomunikacyjnych im. gen. K. Świerczewskiego "Telkom-Teletra" w Poznaniu.

## Cechy charakterystyczne UM-TCK30TC
- sygnały wejściowe / wyjściowe: PCM 2048 kbit/s G.703[1], naturalne łącze telefoniczne (0,3-3,4 kHz)
- liczba kanałów rozmównych (abonenckich): 30
- liczba kanałów sygnalizacyjnych na 1 kanał rozmówny: 2-4
- liczba ramek w wieloramce: 16
- liczba stopni kwantyzacji: 256
- długość ramki: 125 μs[2]
- liczba bitów w szczelinie kanałowej: 8
- długość szczeliny kanałowej: 3,9 μs[2],
- długość wieloramki: 2 ms[2],
- kompresja: A=87,6
- napięcia stałe: -48 V, +5 V, - 5 V
- napięcia przemienne: 50-70 V (25 Hz)
- współpraca z centralami systemu E-10

## Budowa krotnicy

Krotnica UM-TCK30TC

Schemat blokowy stojaka UM-TCK30TC systemu PCM 30/32 składa się z:
- bloku translacji abonenckiej (BTA1) i centralowej (BTC1)
- bloku krotnicy (BK1) - wyprowadza sygnały wyjściowe tworzące ramkę i wieloramkę. Blok krotnicy BK1 połączony jest od strony wejścia 30 kanałami rozmównymi z blokiem translacji BTC1
- bloku sygnalizacyjnego (BS1) - ma on na celu wprowadzenie i wyprowadzenie bitów sygnałów sygnalizacyjnych (szczelina kanałowa 16)
- blok telelokalizacji (BT4) - umożliwia odłączenie impulsów wychodzących z krotnicy i wprowadzenie kodu z testera traktu, który służy do badania jakości traktu liniowego
- blok regeneratora (BR1) - współpracujący z linią transmisyjną 2 Mbit/s

## Podstawowe zespoły funkcjonalne krotnicy

### BK1 - blok krotnicy
Krotnica BK1 posiada generator z pętlą czasową (VCO). Generator ten może być synchronizowany sygnałem zewnętrznym 64 kHz lub 2048 kHz. Prócz tego krotnica wyposażona jest w zespół nadzoru, który określa stan pracy krotnicy. Zespół ten posiada indykatory świetlne wskazujące stany alarmowe krotnicy (alarm niepilny, alarm akustyczny). Krotnica wysyła alarm zdalny do przeciwległej krotnicy informując ja o swoim stanie alarmowym (o swoim uszkodzeniu) za pomocą 3 bitów w szczelinie kanałowej 0 w ramce nieparzystej.
Krotnica po stronie odbiorczej posiada układ wyławiania wzoru synchronizacji ramki nazywany układem fazowania ramki. Zegar odbiorczy jest utworzony z przychodzących impulsów kodu odbiorczego. Krotnica wyposażona jest w zespoły kanałowe (15 szt.). Każdy zespół kanałowy zawiera 2 kanały: cześć nadawczą i odbiorczą. Każdy kanał posiada indywidualny kodek (koder + dekoder), przetwarzający analogowy sygnał mowy na sygnał cyfrowy w kierunku nadawczym oraz sygnał cyfrowy na sygnał analogowy w kierunku odbiorczym. Sygnał analogowy jest próbkowany częstotliwością 8 kHz. Dodatkowo dynamika sygnału jest kompresowana (z uwagi na skończoną liczbę stopni kwantyzacji przetwornika AC).
Zespoły kanałowe mogą pracować w układzie jednotorowym lub dwutorowym.
Alarmy krotnicy:
- Cd (alarm kontroli kodeków)
- P – (alarm procesora)
- Sym (utrata fazowania ramki)
- -3 (stopa błędów 10-3)
- -5 (stopa błędów 10-5)
- Sch (zanik sygnału wejścia SK16)
- Dch (zanik sygnału wejściowego w kanałach cyfrowych
- RE (alarm zdalny B3y SK0; szczeliny kanałowej 0 bramki nieparzystej)

### BS1 - blok sygnalizacji
Blok sygnalizacji BS1 składa się z 4 zespołów nadawczych i 4 zespołów odbiorczych. Zespoły nadawcze wprowadzają do systemu PCM 30/32 sygnały sygnalizacyjne nadawcze TRON a i b (1-15 sygnałów TRON a, 1-15 sygnałów TRON b, 16-30 sygnałów TRON a, 16-30 sygnałów TRON b).
Zespoły odbiorcze podobnie jak nadawcze wyprowadzają sygnały sygnalizacyjne odbiorcze RON a i b. Blok sygnalizacji BS1 składa się również z zespołów grupowych nadawczych i odbiorczych. Zespół grupowy odbiorczy posiada układ fazowania wieloramki wychwytujący wzór sygnalizacji wieloramki (0000), oraz wydziela alarmy strony odbiorczej. Na wolnych bitach szczeliny kanałowej 16 ramki R0 utworzono dodatkowe kanały cyfrowe 8, 16 lub 32 kbit/s. Zespoły grupowe nadawcze i odbiorcze komunikują się z krotnicą poprzez kanał cyfrowy 64 kbit/s.

### BR1 - blok regeneratorów
Blok regeneratorów BR1 składa się z regeneratora nadawczego, regeneratora odbiorczego, zespołu kontrolnego, zespołu alarmowego i z zasilania lokalnego. Regenerator nadawczy dopasowuje sygnał nadawczy do wyjścia liniowego oraz likwiduje tłumienność między krotnicą a linią kablową (6 dB). Regenerator odbiorczy wzmacnia stłumiony przez linie kablową sygnał cyfrowy (12 do 36dB), koryguje jego kształt do postaci cos2, wydziela zegar z przychodzących impulsów, podejmuje decyzję o istnieniu lub braku impulsu. Dopasowuje wyjście regeneratora według punktu styku G.703 (CCITT).
Zespół kontrolny kontroluje poprawność transmisji – stopę błędu 10-3, 10-5 i przekazuje stany alarmowe do zespołu alarmowego. Zespół kontrolny umożliwia również zamknięcie pętli transmisji między regeneratorem nadawczym i odbiorczym w celu dokonania sprawdzenia kodem "215-1" (pseudoprzypadkowym) generowanym w czasie kontroli przez tester traktu PL-TCK30.
Zespół alarmowy wyświetla stany alarmowe:
- Tr (brak sygnału nadawczego)
- R (brak sygnału odbiorczego)
- -3 (przekroczenie stopy błędów 10-3)
- -5 (przekroczenie stopy błędów 10-5)
- T (test bloku)
- Lp (zamknięta pętla transmisji)

Zasilacz lokalny dostarcza dwóch napięć +5 V i -5 V do zasilania układów bloków.

#### ZS2 - zdalne zasilanie regeneratorów przelotowych
Zdalne zasilanie regeneratorów przelotowych odbywa się po torze pochodnym utworzonym z kierunku nadawczego i odbiorczego transmisji cyfrowej. Regeneratory przelotowe zasilane są stałym prądem (I=70 mA) dostarczanym z przetwornicy Z50. Stały prąd płynąc przez diodę Zenera w regeneratorze przelotowym powoduje spadek napięcia (5,1 V) i tym napięciem zasilane są oba kierunki transmisji w regeneratorze. Przetwornica prądowa (Z50) wyposażona jest w układ blokady tak, że w przypadku przerwy w obwodzie zdalnego sterowania wyłącza prąd. Układ blokady dodatkowo umożliwia powtórne załączenie zdalnego zasilania, gdy po pewnym czasie stwierdzi, że przerwa w obwodzie zdalnego zasilania została zlikwidowana (kilka sekund). Jeżeli przerwa w dalszym ciągu istnieje przetwornica wyłącza się na stałe. Przetwornica może zasilać do 17 regeneratorów połączonych szeregowo.

### BT1 - blok translacji
Blok translacji abonenckiej BTA składa się z zespołów translacji abonenckiej (6 translacji TA10), zespołu sterującego TW10 i zespołu alarmów TW20. Translacja abonencka umożliwia z jednej strony dopasowanie do linii abonenckiej, a z drugiej strony przekazuje sygnały akustyczne od abonenta do zespołów rozmównych w krotnicy BK1. Dodatkowo wydziela z linii abonenckiej sygnały sygnalizacyjne TRON i RON. Translacja wyposażona jest w ręczna blokadę poszczególnych abonentów oraz zabezpieczenie przeciwprzepięciowe (ZPP). Rejestry sterowane szyną danych zespołu sterującego w odpowiednim czasie przekazują do bloku sygnalizacji BS1 sygnały TRON i RON. Zespół alarmów TW20 ma na celu rejestrować stany uszkodzenia translacji, układu sterowania i zasilania. W zespole alarmów znajduje się również generator 25 Hz w celu wysłania sygnału zewu do abonenta. Układ sterowania ma możliwość ręcznego resetowania (zerowanie układu). 
Translacja wydziela następujące stany linii abonenckiej:
| Stan linii                                         | TRON | RON a | RON b |
| -------------------------------------------------- | ---- | ----- | ----- |
| Stan spoczynku                                     | 1    | 1     | 0     |
| Zajęcie łącza przez Abonenta A                     | 0    | 1     | 0     |
| Wybieranie: zwarcie pętli na czas <400ms           | 0    | 1     | 0     |
| Wybieranie: rozwarcie pętli na czas <400ms         | 1    | 1     | 0     |
| Zgłoszenie Abonenta A                              | 0    | 0     | 1     |
| Odłożenie mikrotelefonu przez Abonenta A           | 1    | 0     | 1     |
| Odłożenie mikrotelefonu przez Abonenta B           | 0    | 1     | 0     |
| Blokada                                            | 1    | 1     | 1     |
| Zwolnienie blokady                                 | 1    | 1     | 0     |
| Wysłanie zewu (sygnał ciągły lub w takcie 1s / 4s) | 1    | 0     | 0     |

### BT4 - blok telelokalizacji
Za pomocą tego bloku można zdalnie zlokalizować uszkodzony regenerator znajdujący się w oddalonej stacji regeneratorowej (SR-TCK30). W tym celu należy:
- chwilowo przerwać transmisję w trakcie liniowym poddanym badaniu,
- wysyłać z zewnętrznego testera traktu (PL-TCK30) sygnał zerujący wszystkie zespoły lokalizacji L711 (jest to sygnał ciągły o częstotliwości 3275Hz),
- wybrać numer stacji regeneratorowej klawiszami z testera traktu. Tester traktu wysyła paczki impulsów o częstotliwości 3275 Hz i czasie trwania ok. 40 ms. Liczba paczek impulsów zależy od numeru badanej stacji regeneratorowej,
- zespół lokalizacji L711 pochłania pierwsza przychodzącą paczkę impulsu i jeśli nie ma dalszych paczek podaje napięcie do wszystkich regeneratorów przelotowych L512 znajdującej się w danej stacji regeneratorowej SR-TCK30. Jeżeli natomiast istnieją dalsze paczki impulsów, jedną paczkę zespół L711 pochłania, a następną wysyła dalej do następnego zespołu lokalizacji L711 aż ostatnia paczka impulsów dotrze do właściwej stacji regeneratorów.